# Jacob Theodor Klein

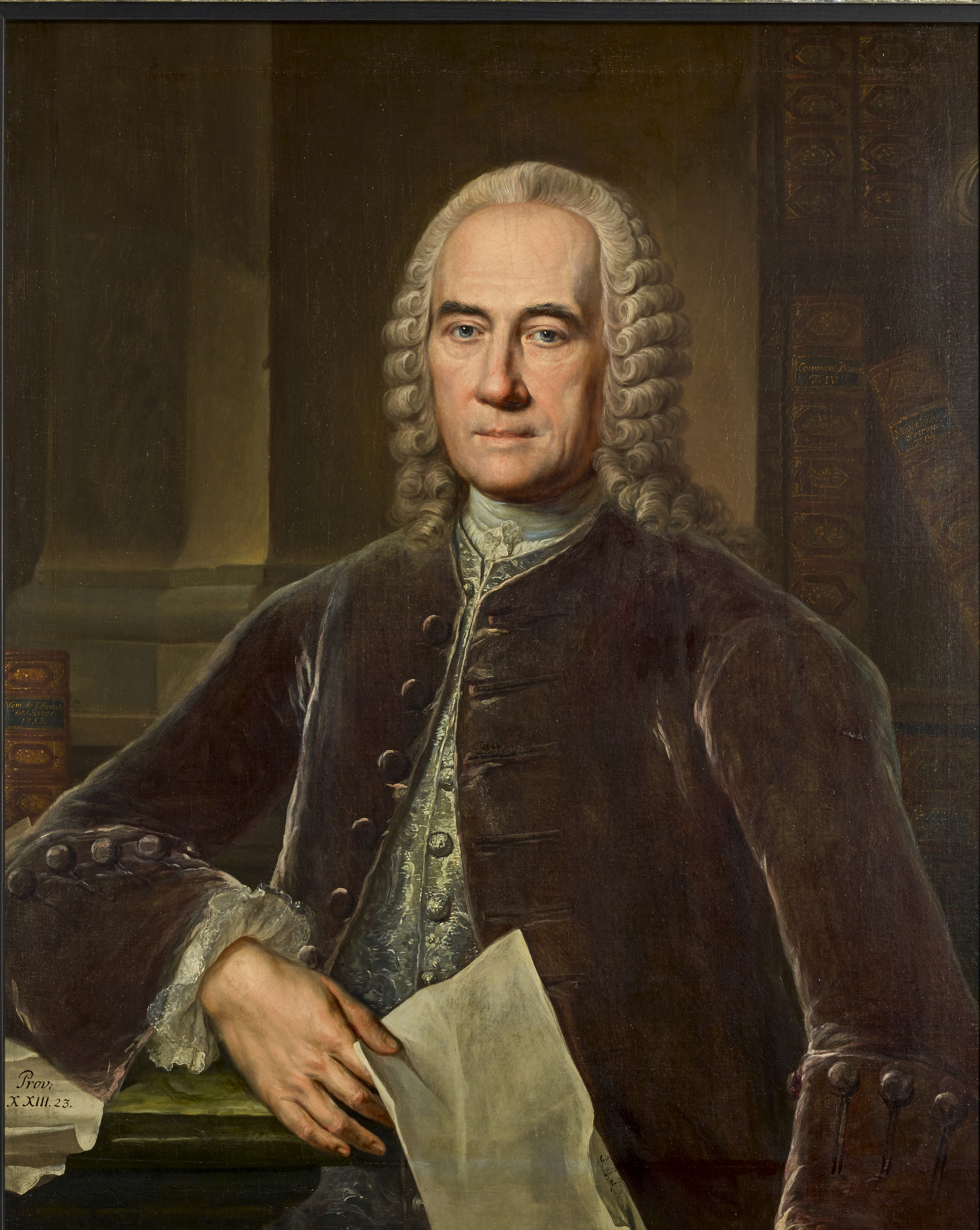
Jacob Theodor Klein.

Jacob Theodor Klein (* 15. August 1685 in Königsberg (Preußen); † 27. Februar 1759 in Danzig) war ein ostpreußischer Rechts- und Geschichtswissenschaftler, Zoologe, Botaniker, Mathematiker und Diplomat. Sein offizielles botanisches Autorenkürzel lautet „Klein“.

## Leben
Jakob Theodor Klein wurde am 15. August 1685 in Königsberg geboren. Sein Vater war der preußische Hofgerichtsadvocat Jacob Klein. Klein wurde zunächst vom Vater und von Privatlehrern unterrichtet und erhielt dann eine juristische, naturwissenschaftliche und historische Ausbildung an der Königsberger Akademie. Von 1706 bis 1713 reiste er nach England, Deutschland, Österreich und Schweden. Im Jahre 1713 ließ er sich in Danzig nieder und wurde Stadtsecretarius. Als solcher begab er sich 1714 als Jurist und Diplomat nach Dresden und Warschau sowie später in andere Städte. Zum Beispiel vertrat er Danzig im Jahre 1737–38 bei der Vermählung von Maria Amalia (1724–1760), Königliche Prinzessin von Polen und Prinzessin von Sachsen und Tochter von August III. mit Karl, Herzog von Parma und Piacenza, König von Spanien, Neapel und Sizilien.
Klein war dreimal verheiratet. Der ersten Ehe mit Anna Katharina Reyger (1675–1744) entsprang die Tochter Dorothea Juliana Klein. Die zweite Frau (Dorothea, verwitwete Gerlach) gebar drei Kinder, von denen nur Theresa Katharina länger lebte. Die dritte Ehe mit Maria Elisabeth Longwaldt blieb kinderlos.
In den letzten Lebensjahren litt Klein an mehreren Lungenentzündungen und fiel schließlich ins Koma (apallisches Syndrom). Er starb am 27. Februar 1759.

## Naturkundliche Sammlungen
Klein begann schon als Jugendlicher, Tiere und Pflanzen in der Umgebung von Königsberg zu sammeln. Zunächst war er mehr an Botanik als an Zoologie interessiert. Im Jahre 1718 richtete er einen botanischen Garten am Rande der Stadt Danzig ein, der schon bald große Bekanntheit genoss. Klein beschäftigte Bernstein- und Fossiliensammler und erwarb zum Beispiel eine umfangreiche Conchyliensammlung aus Amsterdam. Er errichtete ein eigenes Gebäude für sein Naturalienkabinett am Rande des Gartens („Museum Kleinianum“). Später nutzte er die zahlreichen Reisen, die er als Diplomat unternahm, zum Aufbau einer der größten privaten naturkundlichen Sammlungen des 18. Jahrhunderts.
Aus ungeklärten Motiven verkaufte Klein seine Sammlung 1740 an den Markgrafen Friedrich von Brandenburg-Bayreuth, der sie im Bayreuther Schloss aufstellen ließ. Später wurden die Exponate nach Erlangen transferiert, wo sie den Grundstock der Sammlung der 1743 neu gegründeten Universität bildeten.
Die Seeigel wurden an die Zoologische Staatssammlung München weitergegeben (möglicherweise im Tausch für andere Meerestiere). Einige davon konnten in der Zoologischen Staatssammlung München anhand der Abbildungen des Werkes von Klein (Naturalis Disposito Echinodermatum, 1734) zweifelsfrei identifiziert werden. Es handelt sich um wissenschaftlich wertvolles Typenmaterial.

## Wissenschaftliches Werk
Besonders beschäftigte sich Klein mit Fragen der zoologischen Systematik und stellte ein eigenes System der Klassifizierung von Tieren auf, das auf Zahl, Form und Stellung der Gliedmaßen beruhte. Sein System dient der Gliederung zum Bestimmen und Erkennen der Tiere (Ordnungssystem). Auf Klein geht der Begriff „Echinodermata“ zurück. Klein stand bezüglich der zoologischen Systematik im Disput mit Carl von Linné, dessen Ansätze er ablehnte. Für seine Arbeiten auf dem Gebiet der Naturkunde wurde Klein in verschiedene wissenschaftliche Gesellschaften aufgenommen, unter anderem am 6. März 1729 in die Royal Society. Er war Gründungsmitglied der Naturforschenden Gesellschaft in Danzig, er wurde respektvoll „Plinius Gedanensium“ (der „Plinius der Danziger“) genannt. 1741 wurde er zum auswärtigen Mitglied der Königlich Preußischen Sozietät der Wissenschaften gewählt. Seit 1755 war er Ehrenmitglied der Russischen Akademie der Wissenschaften in Sankt Petersburg. Er war Schwiegervater des Danziger Bürgermeisters Daniel Gralath.
Außerdem war er Korrespondenzpartner des Pfarrers und Polyhistors Friedrich Christian Lesser (1692–1754) in Nordhausen/Thüringen.

## Dedikationsnamen
Carl von Linné benannte ihm zu Ehren die Gattung Kleinia der Pflanzenfamilie der Korbblütler (Asteraceae).

## Schriften (Auswahl)
- Natürliche Ordnung und vermehrte Historie der vierfüssigen Thiere. Herausgegeben von Gottfried Reyger. Schuster, Danzig 1760. (Digitalisat)
- Vorbereitung zu einer vollständigen Vögelhistorie. Schmidt, Leipzig/Lübeck 1760. (Digitalisat)
- Stemmata avium. Quadraginta tabulis aeneis ornata : accedunt nomenclatores, Polono-latinus et Latino-polonus. ; Geschlechtstafeln der Vögel, mit vierzig Kupfern erläutert. Holle, Leipzig 1759. (Digitalisat)
- Tentamen herpetologiae. Luzac, Leiden/Göttingen 1755. (Digitalisat)
- Doutes ou observations de M. Klein, sur la revûe des animaux, faite par le premier homme, sur quelques animaux des classes des quadrupedes & amphibies du systême de la nature, de M. Linnaeus. Bauche, Paris 1754. (Digitalisat)
- Ordre naturel des oursins de mer et fossiles, avec des observations sur les piquans des oursins de mer, et quelques remarques sur les bélemnites … Bauche, Paris 1754. (Digitalisat)
- Tentamen methodi ostracologicæ sive Dispositio naturalis cochlidum et concharum in suas classes, genera et species. Wishoff, Leiden 1753. (Digitalisat)
- Quadrupedum dispositio brevisque historia naturalis. Schmidt, Leipzig 1751. (Digitalisat)
- Historiae avium prodromus cum praefatione de ordine animalium in genere. Schmidt, Lübeck 1750. (Digitalisat)
- Mantissa ichtyologica de sono et auditu piscium sive Disquisitio rationum, quibus autor epistolae in Bibliotheca Gallica de auditu piscium, omnes pisces mutos surdosque esse, contendit. Gleditsch, Leipzig 1746. (Digitalisat)
- Historiæ piscium naturalis promovendæ missus quartus de piscibus per branchias apertas spirantibus ad justum numerum et ordinem redigendis. Gleditsch & Schreiber, Leipzig, Danzig 1744 (online).
- Summa dubiorum circa classes quadrupedum et amphibiorum in celebris domini Caroli Linnaei systemate naturae. Gleditsch, Leipzig, Danzig 1743. (Digitalisat)
- Naturalis dispositio echinodermatum. Schreiber, Danzig 1734. (Digitalisat) (Deutsche Übersetzung, mit Kommentaren und Ergänzungen, siehe unten)
- Descriptiones tubulorum marinorum. Knoch, Danzig 1731. (Digitalisat)
- An Tithymaloides frutescens foliis Nerii. Schreiber, Danzig 1730. (Digitalisat)